# Hart (Gemeinde Arnoldstein)
Hart (slowenisch: Ločilo) ist ein Dorf in der österreichischen Marktgemeinde Arnoldstein im Süden Kärntens. Hart hat 309 Einwohner (Stand 1. Jänner 2024).

## Geographie
Hart und liegt zwischen Fürnitz und Riegersdorf an der Kärntner Straße (B 83), die den Ort in Ober- und Unterhart teilt. Die Katastralgemeinde Hart, die weitere Ortschaften umfasst, hat eine Fläche von 1147,13 ha und deckt den gesamten östlichen Teil der Marktgemeinde Arnoldstein von der Gail im Norden bis zur Staatsgrenze zu Slowenien im Süden ab.